# Leptobrachella natunae
Espèce
Synonymes
- Leptobrachium natunae Günther, 1895

Statut de conservation UICN

 DD  : Données insuffisantes
Leptobrachella natunae est une espèce d'amphibiens de la famille des Megophryidae.

## Répartition
Cette espèce est endémique de l'île Natuna dans les îles Natuna en Indonésie,.

## Publication originale
- Günther, 1895 : The Reptiles and Batrachians of the Natuna Islands. Novitates Zoologicae, vol. 2, p. 499-502 (texte intégral).